# Hetang (ciudad)
La Ciudad de Hetang es una ciudad del distrito de Pengjiang, Jiangmen, Guangdong, China. Cubre un área de 32 kilómetros cuadrados, con una población de 43.000 habitantes.[cita requerida]

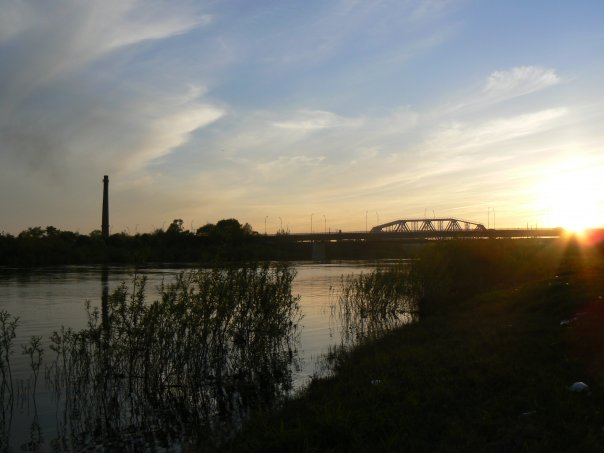
Hetang

## Historia
En la Dinastía Song del Sur, los refugiados huyeron de la zona de guerra y se establecieron en la ciudad de Hetang. Fueron los primeros habitantes de este lugar. Desde entonces, más refugiados se asentaron allí y la ciudad de Hetang se convirtió en un hábitat donde las diferentes tribus vivían pacíficamente. Desde la Dinastía Qing, la gente de la ciudad de Hetang se fue al extranjero para ganarse la vida y buscar fortuna. Hoy en día, la ciudad de Hetang es una de las ciudades famosas de la provincia de Guangdong por sus depósitos culturales y su vitalidad.

## Geografía
La ciudad de Hetang es una isla situada en el río Xijiang. Está situada al noreste del distrito de Pengjiang y con Chaolian al sur. También es el centro conjunto de la ciudad de Jiangmen, la ciudad de Foshan y la ciudad de Zhongshan.

## Especialidad local

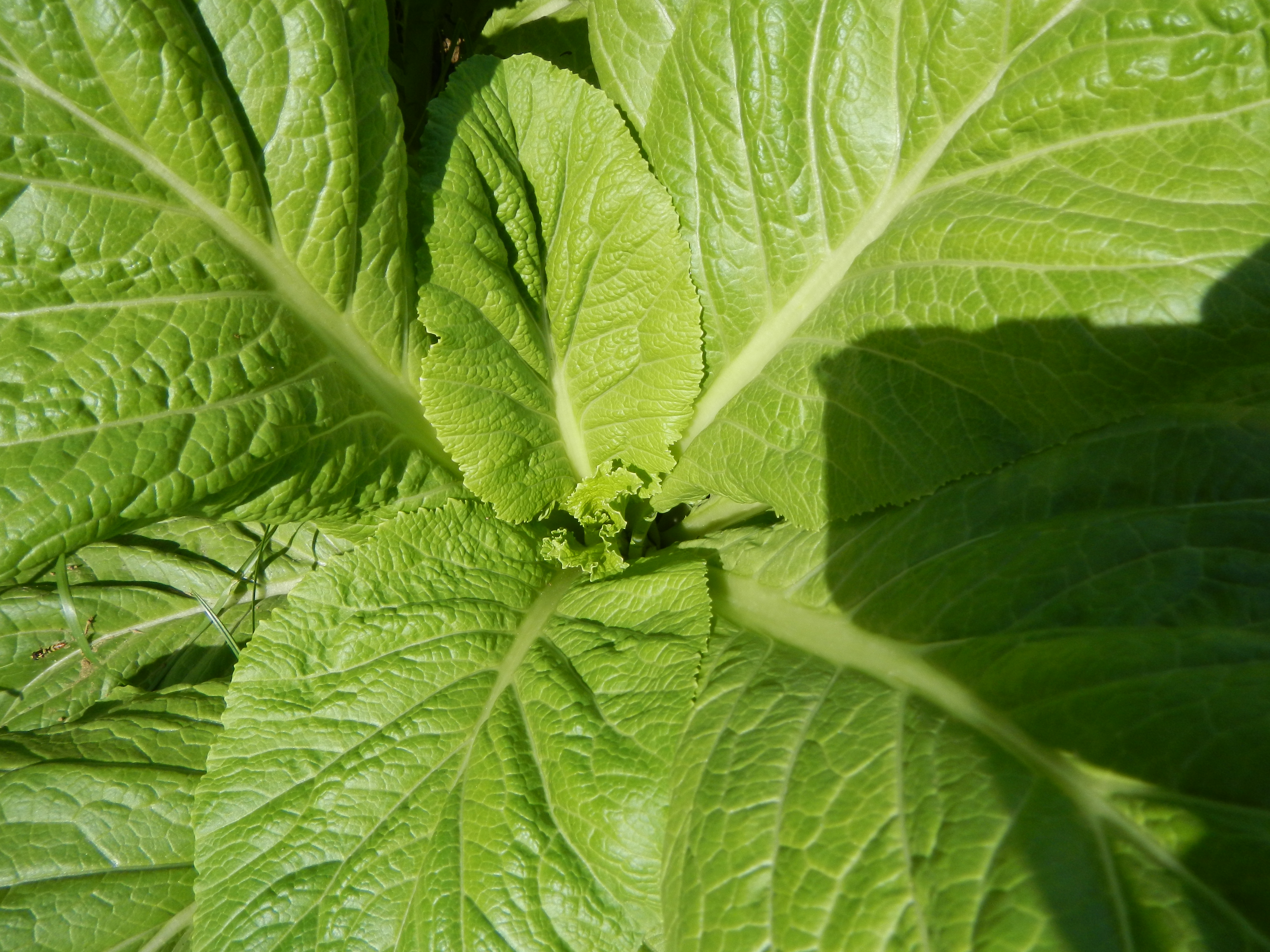
Hoja de Mostaza

La hoja de mostaza de Hetang es una de las famosas especialidades de la ciudad de Hetang. Su cultivo tiene más de 200 años de historia, es uno de los productos de exportación tradicionales, se vende desde lugares tan lejanos como Hong Kong, Macao, San Francisco y otros lugares.[cita requerida]
La mostaza de hoja Hetang tiene una gran raíz, hojas largas y estrechas y con poca fibra. Después de curarse, su color se vuelve marrón dorado y sabe crujiente dulce y salado en el dulce. A menudo se utiliza para cocinar con carne para obtener un sabor más rico.
La hoja de mostaza de Hetang tiene una gran raíz, hojas largas y estrechas y con poca fibra. Después de curarse, su color se vuelve marrón dorado y sabe crujiente dulce y salado en el dulce. A menudo se utiliza para cocinar con carne para obtener un sabor más rico.

## Economía
Desde la Reforma y la Apertura, la ciudad de Hetang, como famosa ciudad natal de los chinos de ultramar, ha desarrollado su economía con la ayuda de la inversión extranjera y el capital local. Con la finalización de cuatro puentes, la Ciudad de Hetang se convirtió en un centro conjunto para unir las ciudades que la rodean, como Jiangmen, Foshan, Shunde y Zhongshan.
Su principal producción industrial incluye ropa, materiales de construcción, productos de acero inoxidable que atraen a clientes y proveedores del Japón, Corea y Singapur para que vengan a invertir en empresas. Mientras tanto, la ciudad de Hetang crea activamente un entorno de inversión superior para los inversores. Ha construido varias zonas de desarrollo industrial para satisfacer las necesidades de las empresas.

## Transporte
La ciudad de Hetang tiene una ubicación geográfica única, por lo que ha construido cuatro puentes para conectar las ciudades a su alrededor. También tiene una red de carreteras desarrollada para conectar con la gran autopista del delta del río de las perlas. La gente puede conducir a Hong Kong en sólo 2 horas y el transporte acuático puede llevar a Hong Kong, Macao y Guangzhou, etc.

## Personas notables
- Andy Lau

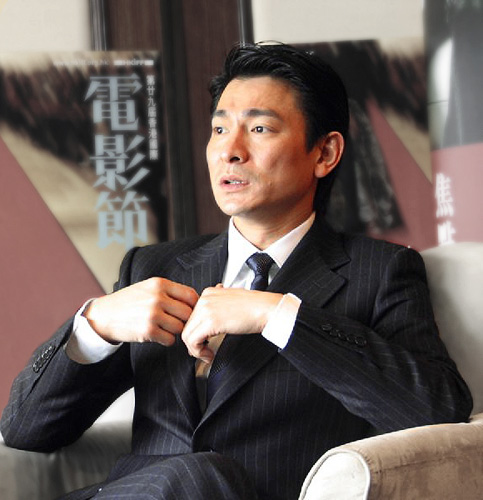
Andy Lau

La aldea ancestral de Andy Lau es la aldea de Leibu, que es una de las aldeas de la ciudad de Hetang. El 16 de noviembre de 1997, Andy Lau acompañó a sus padres a la ciudad de Hetang y adoró a su antepasado en el salón ancestral de Lau. También se preocupó por la educación de los niños, así que donó su dinero para construir la escuela primaria de Yuanchang.
- Joey Yung

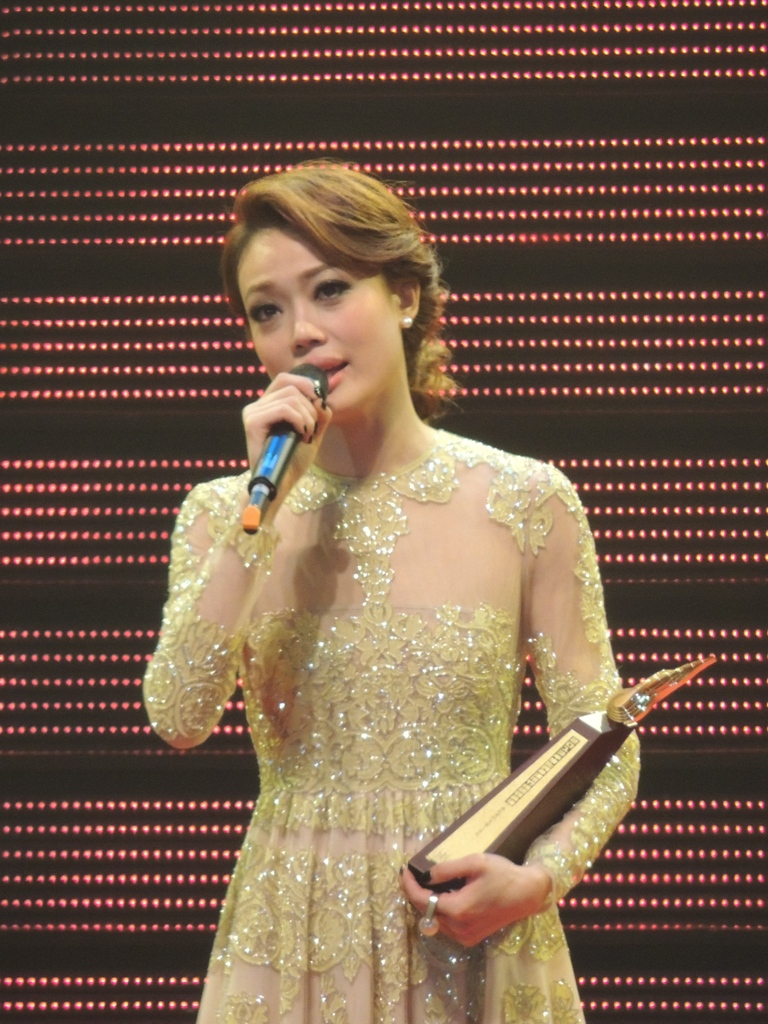
Joey Yung

La aldea ancestral de Joey Yung es la aldea de Liangchun, que es una de las aldeas de la ciudad de Hetang. En 2010, Joey Yung fue invitado a presentar en el Carnaval Chino de Ultramar de Jiangmen como una de las estrellas que vienen de Jiangmen. Joey Yuang ha estado soñando con volver a su pueblo natal para encontrar su raíz.